# 尾崎愛花
尾崎愛花（日语：／ Ozaki Aika，1997年8月23日—），日本寫真偶像。於千葉縣出身。所屬事務所為「Enter promotion」（エンタープロモーション）。

## 生平
2013年，尾崎愛花以學生的身份出道成為寫真偶像。同年4月，她的首部寫真DVD《15歲微熟》（15歳の微熱）開售。她在春天時亦前往東京都，在那開展寫真拍攝工作，以於5月23日推出寫真DVD《喜歡 ～我的後輩～》（好き～僕の後輩～）。她在當中部分場景以身穿泳衣的姿態登場。
2014年2月28日，她的寫真DVD《成長》（Growing up）公開。這部作品收錄了以泳衣、校服、浴衣等裝束出鏡的尾崎。次月，她出席這部作品的發售紀念活動，並發表首部藍光作品《微熟BD》。5月30日，她發表寫真DVD《我愛你》（I LOVE YOU）。這部DVD具有一定劇情，以跟男友的相處情境為主軸，並運用到了御手洗團子去輔助拍攝。7月25日，她的寫真DVD《混合果汁》（みっくすじゅ～す）正式於市面發行。觀眾能從中觀賞尾崎在穿上校服和泳衣後的樣子。9月26日，她推出寫真DVD《純情日記》，於當中飾演跟校內的前輩一起共度暑假的後輩。次日出席這部作品的發售紀念活動。

## 人物
尾崎喜歡製作菓子，高中時曾加入茶道部。她亦曾表示自己希望於將來加入攝影業或護理業。

## 外部連結
- 尾崎愛花的X（前Twitter）（日語）
- 尾崎愛花的Ameblo網誌 （页面存档备份，存于）（日語）